# Citropsis
Genre
Classification APG III (2009)
Genre
Synonymes
Limonia
Citropsis est un genre africain de la famille des Rutaceae (Rutacées), d'où son nom commun d'orange cerise africaine, sous-famille Aurantioideae, remarquable par leurs fleurs parfumées qui comprend les tribus Clauseneae et Citreae dont il est un des 22 genres.

## Histoire et taxonomie
Le genre a été créé par Swingle sous le nom de Citropsis Swing. et M. Kellerman. (1914) en supprimant les espèces africaines de Limonia L. à l'exception de Limonia acidissima. Limonia et Citropsis sont des parents proches des agrumes (famille des Rutaceae, sous-famille des Citroideae, tribu des Citreae). Swingle organise les genres de la sous-tribu Citrinae en trois groupes, 
- les primitifs groupe A (qui contien Hesperethusa dont il note qu'il peut être greffé sur Citrus, et inversement, tout comme comme Citropsis),
- le groupe B, «arbres fruitiers proches des agrumes» comprend Citropsis et Atalantia,
- le groupe C de véritables agrumes fruitiers très proche de Citrus. Il est conscient que sa base d'observation est très restreinte (un seul spécimen, dans un herbier, avec un seul bouton floral[1]).

Il reconnait le genre comme «étroitement et clairement apparentées à Citrus» et à cette époque avait déjà envisagé leur potentiel pour la citriculture et tenté des croisements avec Citrus aurantiifolia.

### Interfécondité
Swingle avait tenté de produire de hybrides Citropsis x Citrus. Des hybridations in vitro et in vivo ont été obtenues avec C. gabonensis.

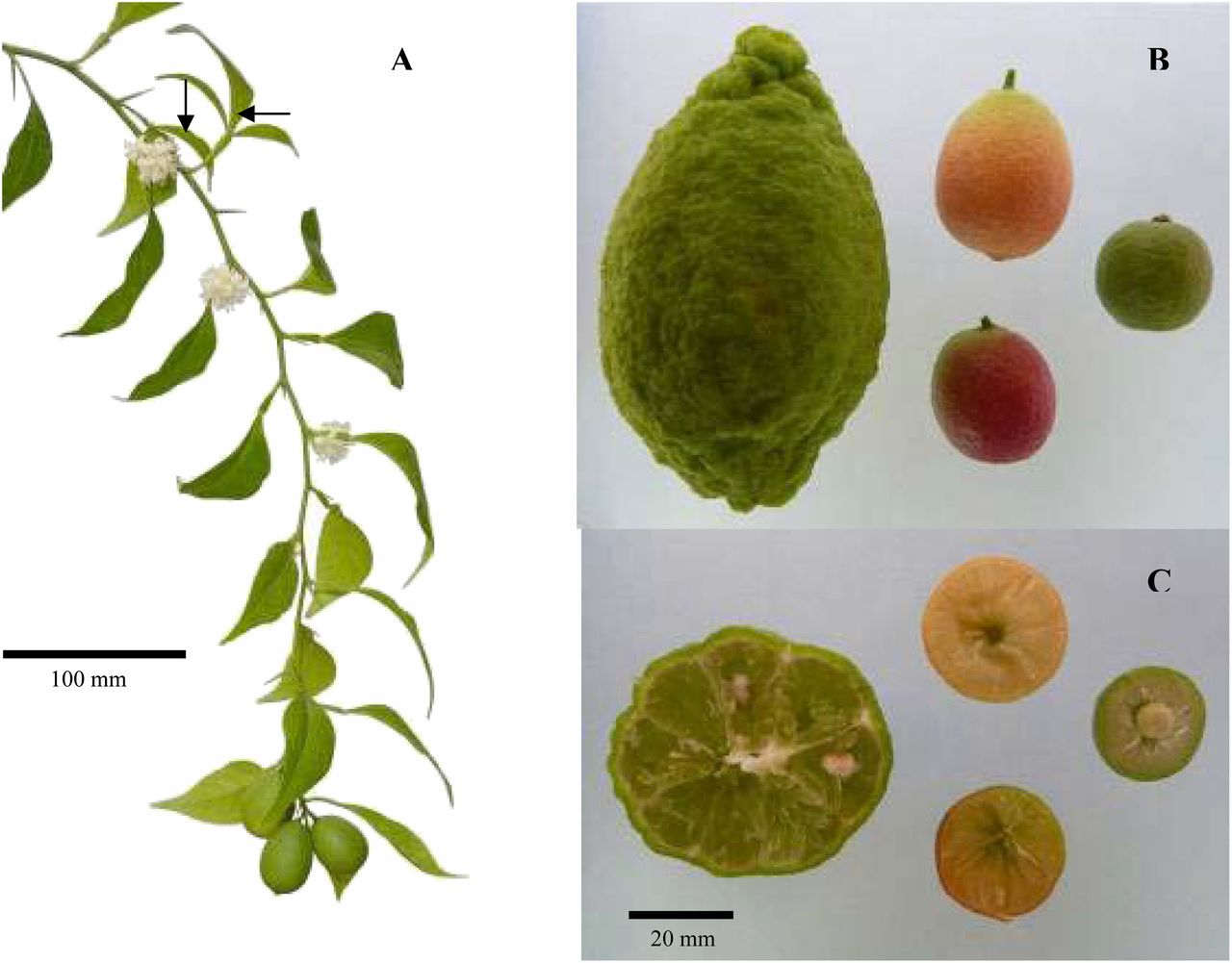
Hybrides de Citropsis gabunensis et Citrus wakonai

Les obtenteurs australiens réaffirment pourtant que Citrus et Citropsis sont «des genres distincts: Dans la phylogénie moléculaire de Bayer et al. (2009) tous les anciens genres des vrais agrumes fruitiers appartiennent à un clade monophylétique Q dont Citropsis est éloigné». Un caractère obtenu chez l'hybride intergénérique par transfert de Citropsis à Citrus est une résistance à de nombreuses maladies.

## Phylogénie

### Ancêtre commun
L'idée de Swingle est de diviser l'ex Limonia qu'on rencontrai en Asie et en Afrique, il voyait dans Citropsis un chaînon manquant, ancêtres éloignés de Citrus qui aurait migre d'Asie du sud-est vers l'Afrique tropicale. Swingle déplorait l'insuffisance de l'exploration botanique de l'Afrique tropicale. L'hypothèse d'une migration d'Aurantiodeae primitifs d'Asie vers l'Afrique donnant naissance à Citropsis est discutée et n'est pas vérifiée par des preuves fossiles ni génétiques.

### Génomique

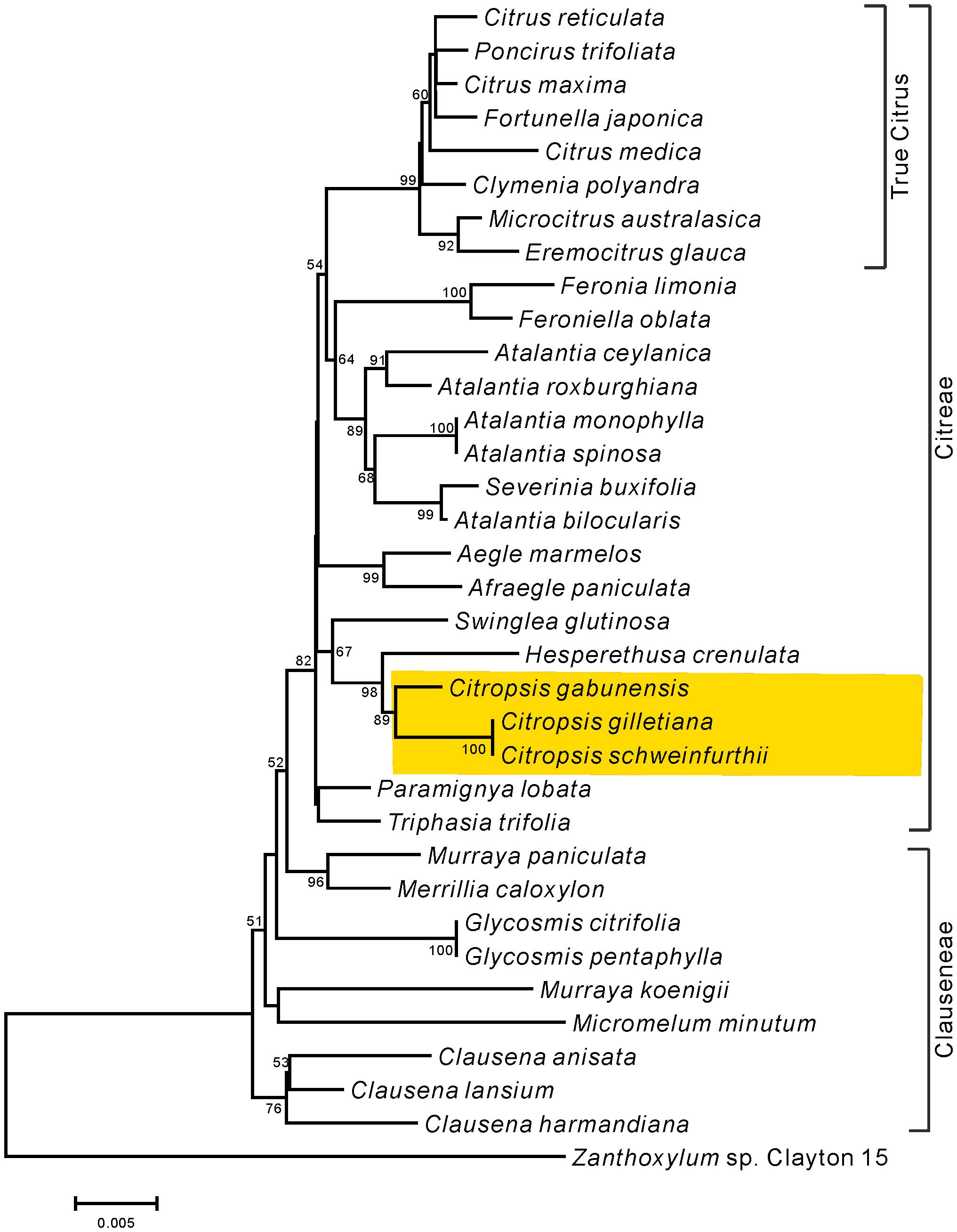
Place distincte des clades Citropsis dans la phylogénie des Aurantioideae sur base d'analyse génétique (2013)

Tchering Penjor et al. (2013) écrivent «notre analyse n'est pas clairement étayé la distinction entre agrumes primitifs et agrumes proches, faite par Swingle et Reece. Le clade polytomique contient Hesperethusa crenulata et 3 espèces de Citropsis (C. gabunensis, C. gilletiana et C. schweinfurthii). Hesperethusa et Citropsis présentent certaines similitudes morphologiques telles que des feuilles pennées impaires avec des pétioles largement ailés et des graines avec un testa dur. De plus, les deux sont compatibles avec les greffons Citrus. Cependant, Hesperethusa est originaire d'Asie du Sud-Est, alors que Citropsis n'est présent qu'en Afrique».
Tchering Penjor et al. (2010 et 2013) maintiennent C. gabunensis , C. gilletiana et C. schweinfurthii objets de leurs analyses comme des espèces distinctes.

## Liste des espèces
Swingle donne les espèces (ex Limonia) ci-dessous, les n° 7 et suivantes appartiennent au sous genre Afrocitrus. Les espèces acceptées sont notée [A]:
1. [A] Citropsis schweinfurthii Swing. & M. Kel. (1914) vaste diffusion en moyenne altitude du nord-est de l'Afrique tropicale au  nord-ouest de l'Ouganda, du Congo, servait de porte-greffe au Congo[8],
2. [A] Citropsis angolensis Exell, rare, localement: Orange cerise d'Angola
3. [A] Citropsis articulata (Willd. )Swing. & M. Kel. (1914) = Limonia preussii (1895), arbuste ou petit arbre largement répandu en Afrique occidentale tropicale. Orange-cerise d'Afrique de l'Ouest, nom local en Ouganda: Omuboro,
4. Citropsis mirabilis (A. Chev.) Swing. & M. Kel. (1914). fréquent en Afrique de l'Ouest, Côte d'Ivoire. Orange cerise de Côte d'Ivoire, cette espèces est classée synonyme de la précédente[9] ainsi que Citropsis preussii (Engl.) Swingle & M.Kellerm. (1913)[10],
5. [A] Citropsis gilletiana Swing. & M. Kel. (1940) R.D. Congo, oranger de Gillet, la plus grande (jusqu'à 10 m) et la plus vigoureuse de toutes les formes connues du genre Citropsis (en 1935 une orange Jaffa greffée un Citropsis de Gillet était vigoureuse dans une serre du Jardin Colonial de Laeken), est résistant aux nématodes[11], «peut servir de porte-greffe pour les Citrus cultivés, meilleur que l'orange amère pour l'oranger, le mandarinier, le pomelo et le citronnier. C'est l'un des porte-greffes les plus importants pour les agrumes trouvés au cours de ce siècle»[5],
6. [A] Citropsis latialata (De Wild.) Swing. & M. Kel. (1938) Lualaba-Kasaï, R.D. Congo belge, orange cerise d'Ikongu, résistant à la gommose[12],
7. [A] Citropsis gabunensis Swing.. & M. Kel. (1914) = Citropsis citrifolia Tanaka (1928)[13] - Orange cerise du Gabon, observé près de Libreville[14]. Citropsis gabunensis var. lacourtiana - orange cerise Sankuru, unique observation dans la vallée de la rivière Sankuru. Sur l'étiquette de Gantil transmisse depuis le Jardin botanique de Bruxelles on lit «un mandarinier sauvage à fruit délicieux»,
8. [A] Citropsis zenkeri Engler (1915). Observé seulement à Bipindi, sud du Cameroun. orange cerise de Zenker («étroitement liée à C. gabunensis et à C. le-testui»), Orange cerise de Zenker,
9. [A] Citropsis le testui Pellegrin (1921). Observé seulement à Ndougou dans la vallée de Ngouyé, Congo. Orange-cerise de Le Testu,
10. Citropsis tanakae Swing. & M. Kel. (1940). Sierra Leone (Afzelius). Orange cerise de Sierra Leone, actuellement classée synonyme de C. gabunensis[15].
11. [A] Citropsis daweana Swing. & M. Kel. (1940). Forêt de Madanda, Mozambique. Orange cerise du Mozambique. («Espèce la moins connue du genre Citropsis et en même temps la plus distincte»)

Autres espèces décrites:
- [A] Citropsis noldeae Exell & Mendonça (1951) Angola[16].
- Citropsis citrifolia Yu.Tanaka (1928) classé Non résolu[17].

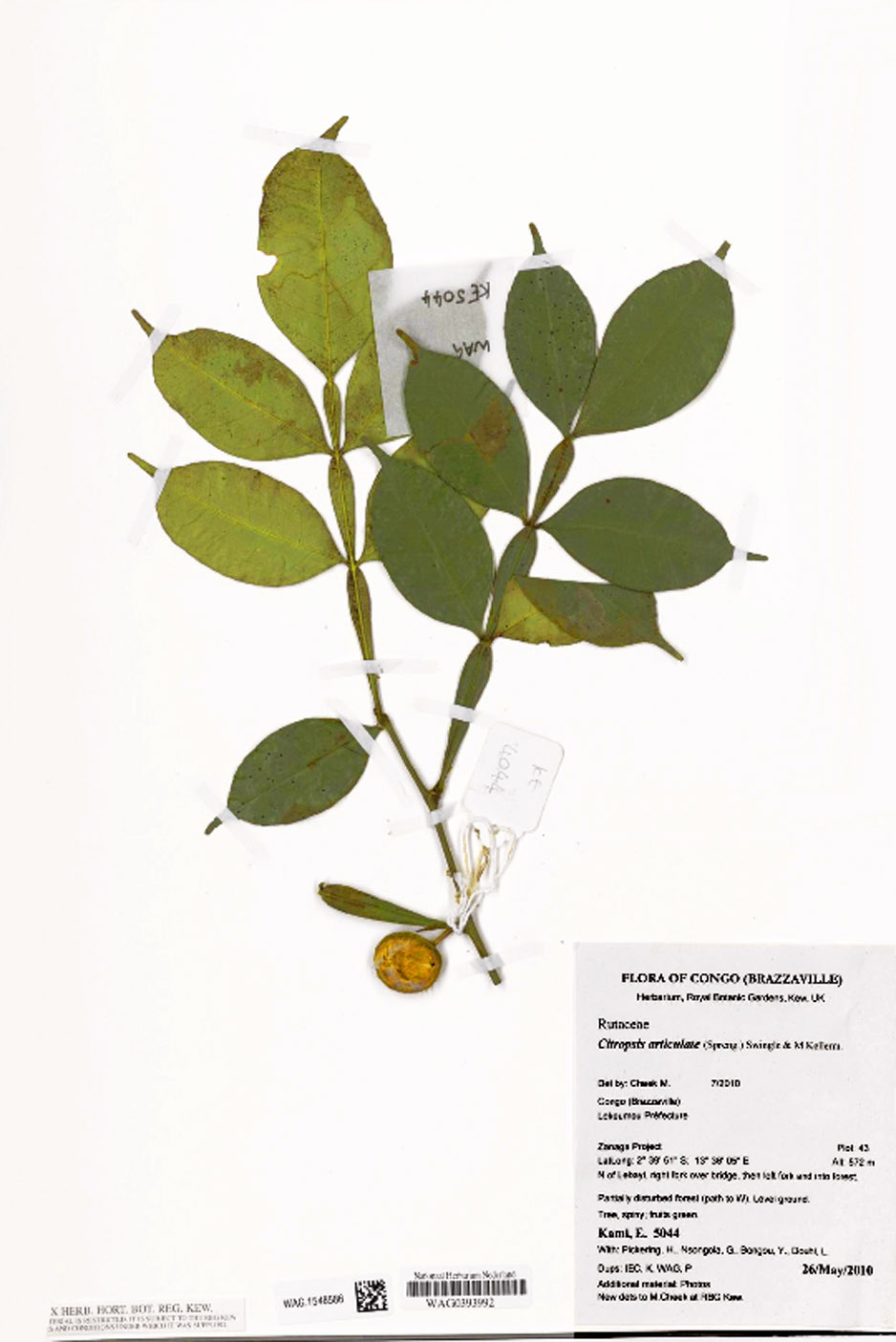
Citropsis articulata de herbier de Kew

## Description
Les fruits sont petits et subglobuleux, de 1,5 à 3 cm de diamètre, avec 3 à 5 loges contenant des vésicules pulpaires radiales. Les graines sont ovoïdes, grosses, avec un testa très dur et lisse. Les feuilles sont pennées ou trifoliolées. C. schweinfurthii et C. angolensis ont des feuilles similaires mais des fleurs bien différentes, et l'opposé se rencontre chez Citropsis schweinfurthii et C. gilletiana.

## Utilisation
L'extrait à l'acétate d'éthyle de l'écorce de racine de Citropsis articulata a un effet antiplasmodial connu de l'ethnomédecine ougandaise, les  alcaloïdes contenus sont des inhibiteurs de croissance de Plasmodium falciparum. L'écorce de racine de Citropsis gabunensis contient des alcaloïdes spécifiques, la Citropremide et la Citropridone (2011).
C. articulata est utilisé comme stimulant, antifatigue, aphrodisiaque.

## Écologie
- Citropsis daweana est répertorié dans la catégorie Préoccupation mineure de la Liste rouge de l'UICN des espèces menacées (2020)[21].